# Atak na parlament Indii (2001)
Atak na parlament Indii – atak terrorystyczny zorganizowany przez Laszkar-i-Toiba na parlament Indii w dniu 13 grudnia 2001.

## Atak
Pięciu zamachowców powiązanych z Laszkar-i-Toiba i Jaish-e-Mohammed wjechało na teren parlamentu samochodem oznaczonym jako rządowy, następnie otworzyli ogień z broni ręcznej. W wyniku strzelaniny zginęli wszyscy zamachowcy i siedmiu strażników.